# Георг Филип фон Ортенбург
Георг Филип фон Ортенбург (на немски: Georg Philipp zu Ortenburg) е имперски граф на Ортенбург-Нойортенбург-Крихинген-Пютлинген (1684 – 1702) в Долна Бавария.

## Биография
Роден е на 10 септември 1655 година в Регенсбург, Свещена Римска империя. Той е единственият син на граф Георг Райнхард фон Ортенбург (1607 – 1666) и съпругата му графиня Естер Доротея фон Крихинген-Пютлинген (1617 – 1713), дъщеря на граф Петер Ернст II фон Крихинген-Пютлинген († 1633) и графиня Анна Сибила фон Насау-Вайлбург (1575 – 1643).
Баща му Георг Райнхард успява да си откупи и върне графството през 1662 г. Фамилията се премества в техния замък дворец Алт-Ортенбург. Той е на едва на единадесет години, когато баща му умира и според наследствения договор от 1660 г. опекун става чичо му католикът Кристиан († 1684), който иска да го възпита католически. Затова майка му заедно с децата си бяга шест дена след смъртта на нейния съпруг на 10 септември 1666. Те бягат за Регенсбург. Кристиян разбира това и ги преследва с конници и ги завежда обратно в Ортенбург. Те бягат (четирима) в манастир „Св. Никола“ при Пасау и от там с кораб в Линц. През Залцбург и Тирол Георг Филип и фамилията му накрая отиват в имперския град Улм. Евангелийският херцог Еберхард III фон Вюртемберг поема ролята на баща на половин сираците и завежда Георг Райнхард да учи в Тюбинген. Двете му сестри остават под закрилата на съпругата му херцогинята. Георг Филип се връща в имперското си графство, след като става пълнолетен.
Чичо му го лишава от наследство. На 3 април 1685 г. император Леополд I дава графството на Георг Райнхард.
Умира на 5 февруари 1702 г. в дворец Алт-Ортенбург, Долна Бавария, на 46-годишна възраст и е погребан там.

## Фамилия
Георг Филип фон Ортенбург се жени на 1 юни 1685 г. в Нюрнберг за графиня Амалия/Анна Регина фон Цинцендорф-Потендорф (* 12 декември 1663, Регенсбург; † 15 април 1709, Ортенбург), дъщеря на граф Максимилиан Еразмус фон Цинцендорф-Потендорф (1633 – 1672) и фрайин Анна Амалия фон Дитрихщайн-Холенбург (1638 – 1696). Те имат децата:
- Йохан Георг фон Ортенбург (* 14 декември 1686, Ортенбург; † 4 декември 1725, Ортенбург), граф на Ортенбург (1702 – 1725), женен I. на 4 октомври 1704 г. за графиня Сузана Луиза фон Цинцендорф-Потендорф (* 3 октомври 1690; † 3 март 1709), II. на 30 април 1710 г. в Узинген за принцеса Мария Албертина фон Насау-Саарбрюкен-Узинген (* 8 май 1686, Узинген; † 14 януари 1768, Ортенбург)
- Алберт Фридрих фон Ортенбург (* 16 ноември 1687, Ортенбург, † 18 март 1688, Ортенбург)

## Галерия
- Дворец Алт-Ортенбург с градината, ок. 1650
- Резиденцията дворец Алт-Ортенбург с градината, 17 век
- Дворец Ортенбург